# Vita Club Mokanda
Vita Club Mokanda is een voetbalclub uit Congo-Brazzaville uit de stad Pointe-Noire. De club komt uit in de Premier League, de nationale voetbalcompetitie van Congo-Brazzaville.